# Jerzy Krechowicz

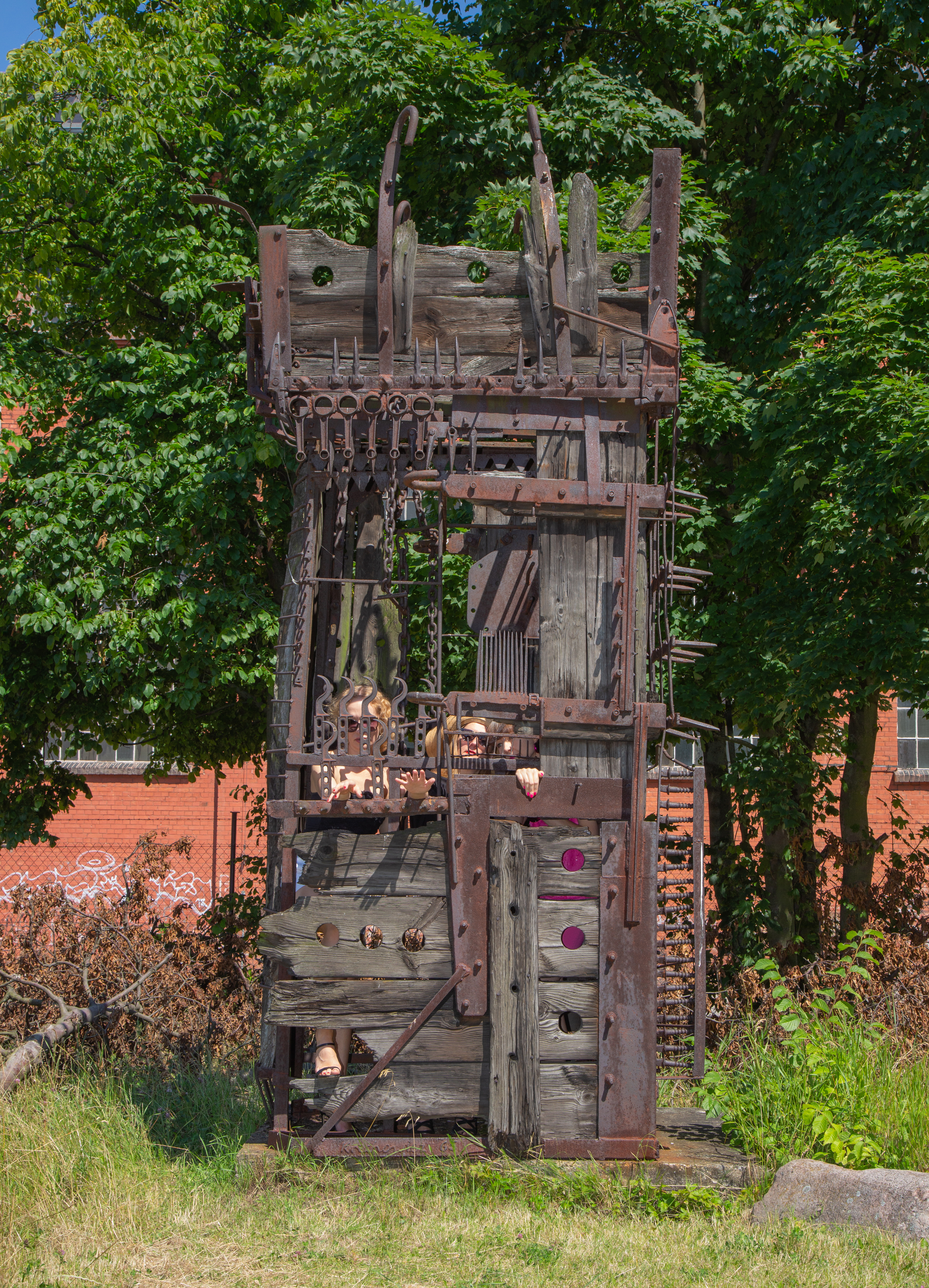
Forma zrealizowana przez Jerzego Krechowicza podczas I Biennale Form Przestrzennych w Elblągu (1965)

Jerzy Walerian Krechowicz (ur. 3 stycznia 1937 w Tokach, w powiecie zbaraskim, zm. 20 lutego 2023) – polski malarz, grafik, profesor, w latach 1996–2002 rektor Akademii Sztuk Pięknych w Gdańsku.

## Życiorys
Syn Stanisława. Ukończył studia na Wydziale Malarstwa Państwowej Wyższej Szkoły Sztuk Plastycznych w Gdańsku (obecna nazwa uczelni od 1996: Akademia Sztuk Pięknych w Gdańsku). Dyplom uzyskał w 1962 w Pracowni Malarstwa prof. Stanisława Borysowskiego. Po studiach pozostał na uczelni. Był kierownikiem Pracowni Grafiki. Tytuł profesora uzyskał w 1992, pracował na stanowisku profesora zwyczajnego. W latach 1996–2002 pełnił funkcję rektora ASP w Gdańsku. Był recenzentem 3 dysertacji habilitacyjnych.  
W 1965 brał udział w I Biennale Form Przestrzennych w Elblągu, gdzie zrealizował formę przestrzenną o wysokości 3,5 metra, przy współpracy J. Lemańczuka i H. Borowicza. Pierwotnie ustawiona była w głębi ruin budynku dawnego klasztoru. Obecnie w głębi dziedzińca Galerii EL, od strony ul. Wałowej w Elblągu. Elblążanie nazywają ją "maszyną tortur".
Zaangażował się jako scenograf, podejmując współpracę z: gdańskim Teatrem Rozmów (1962–1964), Państwową Operą Bałtycką (1972–1975), Teatrem Wybrzeże (1971), Teatrem Muzycznym w Gdyni (1979), Dramatycznym w Elblągu, Teatrem Miniatura. Pełnił także funkcję scenografa i konsultanta plastycznego w spektaklach telewizyjnych w latach 1972-1978.
Pochowany 24 lutego 2023 na cmentarzu Centralnym-Srebrzysko w Gdańsku (rejon IV kwatera TAR I-2a-5).

## Ordery i odznaczenia
- Krzyż Kawalerski Orderu Odrodzenia Polski (6 października 2005)[10]
- Złoty Krzyż Zasługi (dwukrotnie: 1978[4], 18 stycznia 1996[3])
- Złoty Medal „Zasłużony Kulturze Gloria Artis” (16 listopada 2018)[11]
- Medal Księcia Mściwoja II (2002)[12]

## Nagrody
- Nagroda główna Międzynarodowej Krytyki Teatralnej za inscenizację i reżyserię spektakli eksperymentalnego Teatru Galeria (1965)
- „Złoty Ekran” – nagroda za cykl telewizyjny „Balet” (1970)
- Nagroda III stopnia Ministerstwa Kultury i Sztuki za działalność artystyczną i dydaktyczną (1974)
- Nagroda Teatralna Wojewody Gdańskiego za twórcze poszukiwania w dziedzinie teatru lalkowego; za scenografię do przedstawienia Wyspa wierszy pana Tuwima w Teatrze Lalki i Aktora Miniatura w Gdańsku (1981)
- Nagroda II stopnia Ministerstwa Kultury i Sztuki za szczególne osiągnięcia w dziedzinie artystyczno-dydaktycznej (1985)
- Nagroda im. Daniela Chodowieckiego (1998)
- Nagroda Prezydenta Miasta Gdańska w Dziedzinie Kultury za osiągnięcia artystyczne w dziedzinie grafiki (2002)
- Pomorska Nagroda Artystyczna „Gryf Pomorski” za całokształt twórczości (2003)
- Nagroda Prezydenta Miasta Gdańska w Dziedzinie Kultury z okazji jubileuszu 45-lecia pracy artystycznej oraz z okazji jubileuszu 50-lecia Klubu Żak (2007)
- Nagroda Prezydenta Miasta Gdańska w Dziedzinie Kultury za całokształt pracy twórczej oraz z okazji jubileuszu 75. urodzin (2011)
- Nagroda Prezydenta Miasta Gdańska w Dziedzinie Kultury za całokształt pracy twórczej oraz z okazji jubileuszu 80. urodzin (2017)

Źródło:.